# Joaquín Zafra
Joaquín Zafra (Sevilla, 1972) es un exbalonmanista internacional B con España, formado en la cantaera del Viveros Elena Canel y que desempeñó su carrera profesional en diversos equipos de la Liga Asobal, destacando el Atlético de Madrid. Su carrera se truncó prematuramente debido a un virus y desde entonces de ha dedicado a la formación. Desde 2001 vive en Málaga y se dedica a la consultoría en E-learning.

## Trayectoria
Tuvo sus comienzos en la cantera del equipo de su barrio (el Tardón) el Club Balonmano Viveros Elena Canel. En la categoría cadete se marchó al San José SSCC, donde coincidió con una gran generación de jugadores, lo que le permitió jugar el Campeonato de España cadete de la categoría en 1988. Fue en la convocatoria de ese campeonato donde el Atlético de Madrid se fijó en el jugador sevillano y lo fichó por 6 temporadas, 3 como juvenil y 3 como sénior.
En las tres temporadas en el Atlético de 1991 a 1994 coincidió con jugadores de la talla de Cecilio Alonso, Joseja Hombrados, Mateo Garralda, Tomas Svensson, Alberto Urdiales, Ángel Hermida y dirigido por Juan de Dios Román. Su permanencia en el club concluyó con la desaparición del mismo.
Al año siguiente fichó por el BM Conquense, también en la división Asobal. La mala suerte continuó para el jugador sevillano. El club con un presupuesto de 60 millones, estaba acuciado por las deudas y acabó descendiendo de categoría esa temporada, durante unos años donde los impagos estaban a la orden del día.
Al siguiente año, temporada 1995-96, fichó por el Eresa Valencia, recién ascendido en los despachos al comprar su plaza Asobal al desaparecido EB Huétor Tájar. Tampoco tuvo mucha suerte ya que el club quedó último en la tabla.
La temporada 1996-97 fichó por el recién ascendido a Asobal Prasa Pozoblanco, donde su suerte no iba a mejorar, sino todo lo contrario. El jugador acabaría sus días en la élite por una infección vírica que truncaría su carrera deportiva a los 25 años.
En su carrera con la selección, fue internacional Júnior y Absoluto “B”, y disputó unos Juegos Mediterráneos y un Mundial Junior (El Cairo 1993).